# Secondhand Spoke
Secondhand Spoke (titulado Fumador pasivo en Hispanoamérica y España) es el decimoquinto episodio de la duodécima temporada y el número 225 en general de la serie de televisión animada de cómica Padre de familia. Fue estrenado mediante FOX el 30 de marzo de 2014 en Estados Unidos.

## Argumento
Brian lleva a Chris a la escuela, donde se enfrenta a cuatro brabucones. Al ver esto, Stewie siente pena por él y luego se ofrece a ayudarlo. Él va a la escuela con Chris al día siguiente y lo prepara para insultar a los agresores; Chris falla, por lo que Stewie se esconde en la mochila de Chris para entrenarlo, lo que es exitoso. Los matones continúan, apuntando a Neil Goldman; Chris interviene y pronto descubre que su obsequio de gab asistido por Stewie tiene un lado positivo inesperado: se hace popular y es nominado para presidente de la clase. Stewie siente que su trabajo está hecho después de esto, por lo que Chris lo secuestra para mantenerlo a mano, manteniéndolo en su mochila. Un día, Chris lo deja en el baño; después de liberar sus piernas, Stewie intenta y no se queda ciego. En el debate, Stewie señala que Chris se ha convertido en el matón de la escuela, y se da cuenta de la verdad. Él sube al escenario para anunciar que abandona la carrera y le pide perdón a Stewie. En casa, Stewie felicita a Chris por sus agallas y menciona que dos de los matones que molestaron a Chris se suicidaron por las refutaciones de Chris.
Mientras tanto, Peter se ofende de que Stella se tome descansos extra para fumar en el trabajo y decide comenzar a fumar. Pronto comienza a fumar cada vez que puede para detener cualquier tarea que esté haciendo. Cuando Peter fuma comenzó a afectar su vida sexual con Lois, ella trata de hacerlo parar, pero no puede dejar el hábito y comienza a fumar a escondidas durante cualquier tarea pequeña, poniéndose inquieto e irritado cuando no puede escapar. El fumar tiene un efecto en su apariencia y Lois lo lleva al médico. En el hospital, el Dr. Hartman se niega a ayudar con la condición de Peter y soborna a Peter y Lois para que se vayan. En una clínica para dejar de fumar, un hombre llamado Sr. Stone quiere que Peter sea el rostro de su campaña contra el tabaco, pero Peter debe continuar fumando para mantener su mala salud. Peter aparece en anuncios y se convierte en una celebridad, pero su salud sigue sufriendo a la irritación de Lois. Después de que el Sr. Stone descubre que Peter no tiene nada especial después de un evento de NASCAR, lo suelta, para pena de Peter. De vuelta en casa, Peter anuncia que está listo para volver a la normalidad, pero Lois explica que todo lo que ha hecho es irreversible. Peter pide apresuradamente que se repita el final, con la esperanza de que se cure después de la toma de transición de los cortes de la casa para él y la familia, pero esto no tiene ningún efecto y maldice de rabia.

## Recepción

### Audiencia
El episodio fue visto por 4.17 millones de personas en su estreno en Estados Unidos. Fue el espectáculo más visto de la dominación de la animación de la noche, venciendo a Bob's Burgers, American Dad! y Los Simpson.
- Datos: Q16530525